# Dani Karavan
Daniel Karavan, conosciuto come Dani (Tel Aviv, 7 dicembre 1930 – Tel Aviv, 29 maggio 2021), è stato uno scultore, pittore e coreografo israeliano.

Dani Karavan

Dani Karavan è uno dei maggiori esponenti della scultura del Novecento, conosciuto soprattutto per le sue opere Site-specific.

## Formazione
Figlio di Abraham e Zehava Karavan, entrambi pionieri emigrati in Israele nel 1920. Il padre fu il capo architetto paesaggista di Tel Aviv dall'inizio anni '40 alla fine dei '60. 
Inizia a studiare pittura a 14 anni nello studio Streichman-Steimazky continuando con Marcel Janco nel '46 e con Mordechai Ardon all'Accademia di Arte e Design Bezalel di Gerusalemme nel '49. L'anno successivo studia scenografia con Emmanuel Luftglass al Givat Haviva e con Paul Levi alla Theatre School del Cameri Theatre di Tel Aviv. Tra il '56 e il '57 studia la tecnica dell'affresco all'Accademia di belle arti di Firenze, disegno all'Accademia della Grande Chaumière di Parigi e mosaico all'Accademia di belle arti di Ravenna.
Fonda nel 1948 il kibbutz Harel, nel quale fu anche pittore e nel quale visse sino al '55, e nel 1964 la Batsheva Dance Company.
Era sposato con Hava con la quale ha avuto Noa, Tamar e Yael.
Così l'artista ha ricordato la sua infanzia:

## Poetica
«I valori di comunitarismo, multiculturalismo e internazionalismo» e pacifismo coi quali è stato cresciuto, lo hanno accompagnato nella sua successiva ricerca artistica, «fatta di meditazione tra natura ed artificio, componendo e giustapponendo archetipe forme e forze in spazi di confronto e meditazione».

## I lavori
Oltre a realizzare illustrazioni per numerose pubblicazioni sin da inizio anni Quaranta, dagli anni Settanta progetta svariate scenografie per il teatro, la danza e l'opera, collaborando con diverse compagnie in patria, Europa ed America e realizzando intanto le prime opere plastiche.

## Site-specific

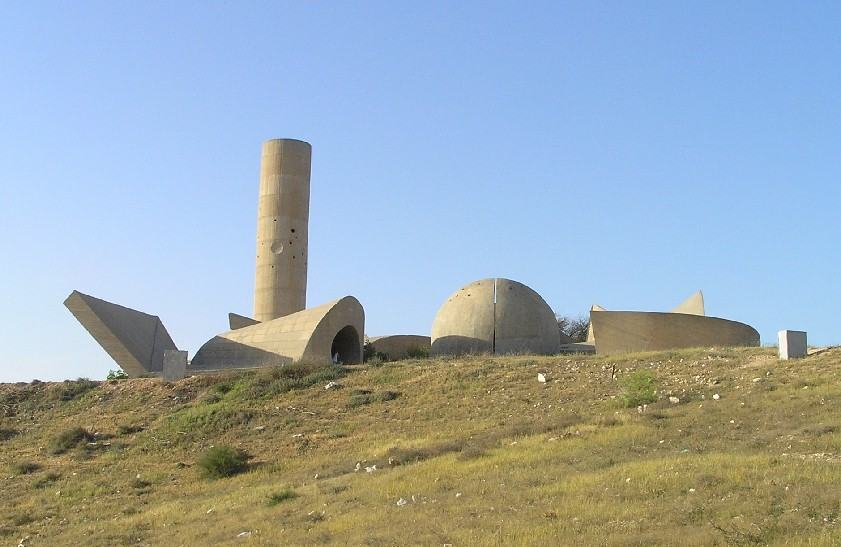
Monumento alla Brigata Negev

Nel suo lavoro di "artista ambientale" tenta di comprendere i luoghi in cui deve operare e il loro potenziale comunicativo. 
Numerose sono state le commissioni in tutto il mondo tra cui Israele, Francia, Germania, Stati Uniti, Corea, Taiwan e Giappone. 
La sua prima scultura site-specific è stata il Monumento al Negev (1963-1968) a Be'er Sheva in Israele, innalzato per ricordare i caduti della 12ª Brigata "Negev" nel 1948 per difendere Israele durante la guerra arabo-israeliana e divenuto punto di riferimento nell'arte ambientale.
Rimasto molto legato alla Tosaca dopo gli studi giovanili, vi torna svariate volte: nel '78 realizzò Due ambienti per la pace (Forte Belvedere) e a fine anni Novanta, una serie di esposizioni tra Firenze, Prato, Pistoia e Celle.

## Esposizioni
Numerose sono state le sue esposizioni sia personali che collettive tra cui:
- 1976 - Biennale di Venezia
- 1977 - Documenta 6
- 1977 - X Quadriennale nazionale d'arte di Roma, Palazzo delle Esposizioni, 09/06-10/07[5]
- 1983 - collettiva Il passato e la presenza, Centro Culturale "L. Russo", Pietrasanta
- 1985 - Biennale di San Paolo, Brasile
- 1987 - Documenta 8
- 1998 - IX Biennale Internazionale di Scultura, Carrara
- Biennale del Bronzetto e della Piccola Scultura, Padova
- 2001 - XLIX Esposizione internazionale d'arte di Venezia
- 2018 - Il giardino che non c'è, Ferrara, Meis, 30/10/2018-10/02/2019[6][7]

### Retrospettive
- 2008 - Museo d’Arte di Tel Aviv poi ospitata nel Martin-Gropius-Bau di Berlino.[8][9]

## Opere
Le sue opere sono presenti in prestigiose collezioni museali a livello mondiale:
Israele (Museo di Tel Aviv, Museo d'Israele, Museo sulla cucitura, Museo di Tel Hai, Museo di Be'er Sheba); Italia (Galleria degli Uffizi, Museo d'arte Carrara), Francia (Centro Georges Pompidou, Pavillon de l'Arsenal e Museo d'arte moderna a Parigi, Musée d'art moderne de la Ville de Céret, Sede centrale dell'UNESCO); Germania (Museo nazionale germanico a Norimberga, Museo Ludwig a Colonia, Martin-Gropius-Bau e Neue Nationalgalerie a Berlino); Giappone (Museo d'arte Miyagi a Sendai, Museo d'arte di Nagasaki, Parco delle sculture all'aperto di Sapporo, Museo all'aperto di Kirishima a Kagoshima, Museo d'arte Kitakiushu, Spazio espositivo Sagacho e Museo d'arte Setagaya a Tokyo) e altri in Spagna, Portogallo, Belgio, Svizzera, Danimarca, Taiwan, Corea del Sud ed altri.

### Monumenti e sculture
- Pregate per la pace di Gerusalemme, 1965-1966, bassorilievo in pietra, Gerusalemme, Knesse, Sala delle assemblee
- Monumento in memoria dell'Olocausto, 1971, Rehovot, Istituto Weitzmann
- White Square, 1977-1988, Tel Aviv
- Axe Majeur, 1980, Cergy Pontoise, Francia
- Pannello decorativo, 1980, altorilievo in pietra, Israel Diamond Exchange, Ramat Gan ISR
- Piazza, 1981, bozzetto, altorilievo in alluminio, Pietrasanta, Museo dei Bozzetti "Pierluigi Gherardi"
- Passages - Omaggio a Walter Benjamin, 1990-1994, Port Bou, Spagna
- Strasse der Menschenrechte, 1993, Germanisches Nationalmuseum, Norimberga
- Garden of memories, 1996-99, Duisburg, Germania
- Murou Art Forest, 1998-2006, Murou, Giappone
- Memoriale alle vittime Sinti e Rom del nazionalsocialismo, 1999-2012, Berlino
- Adamo ed Eva, 2002, olivo e foglie d'oro, Giardino di Daniel Spoerri
- Square of Culture, 2005-2012, Tel Aviv
- Way of peace, lungo il confine tra Israele ed Egitto
- La cerimonia del Tè, Fattoria di Celle, Collezione Giuliano Gori
- Il giardino che non c'è (in previsione a Ferrara)[10]
- Senza titolo, 1992, Parco Juan Carlos I

### Pittura
- Autoritratto, 1956, tempera d’uovo e olio su tela, Galleria degli Uffizi[11][12]

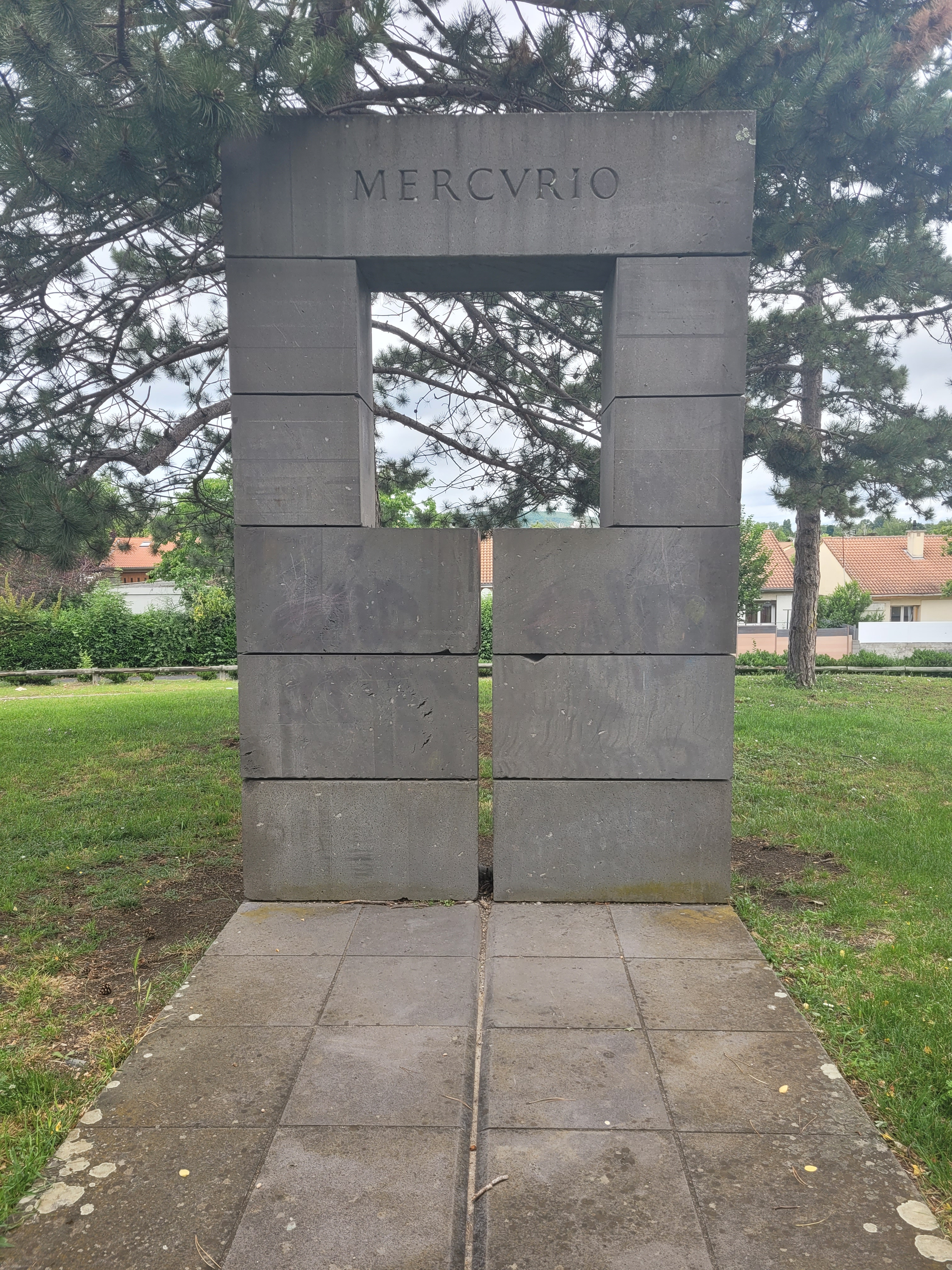
Mercure, Croix de Neyrat, Clermont-Ferrand

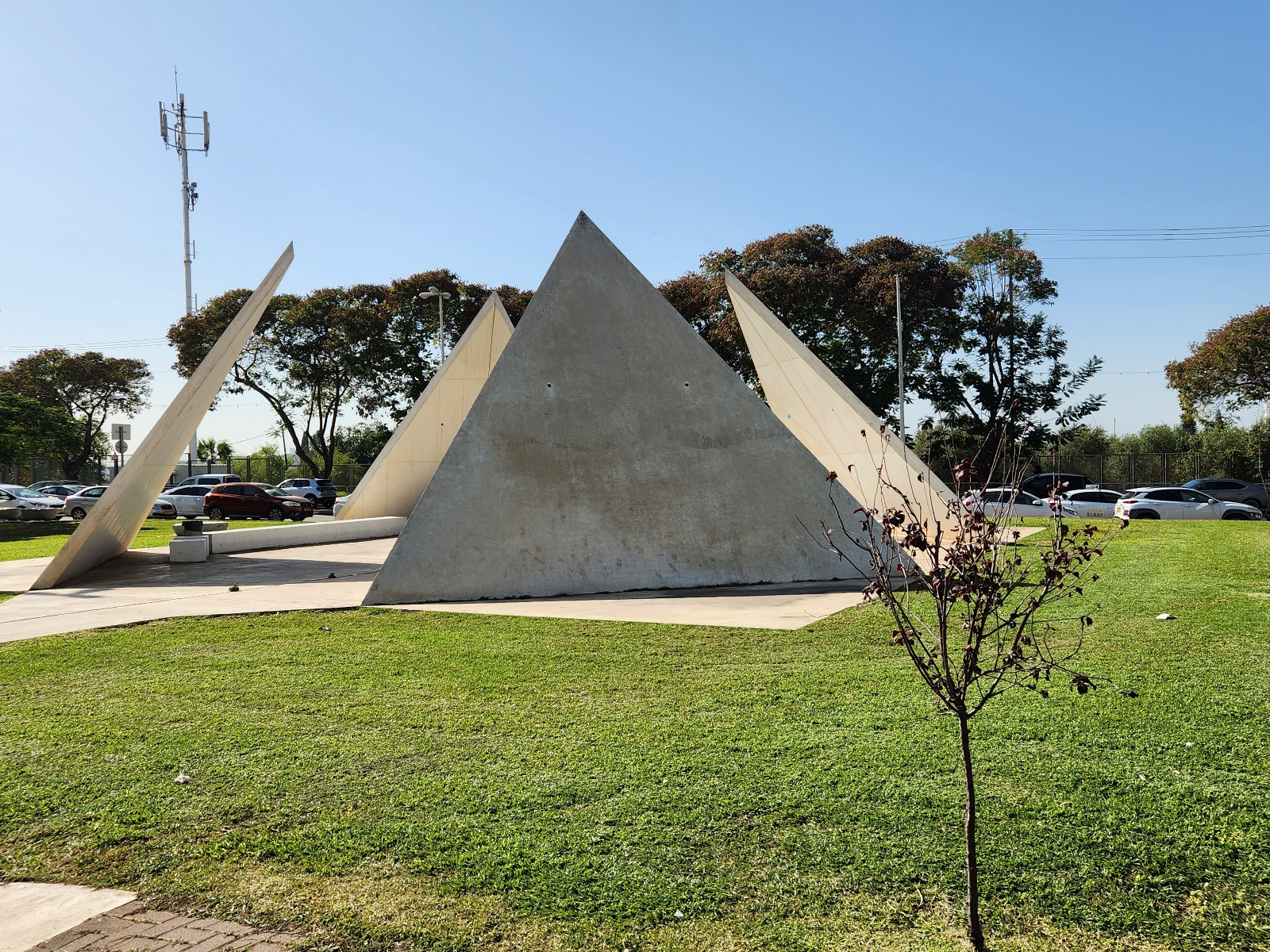
Sheba Hospital, statua-tenda

## Galleria d'immagini

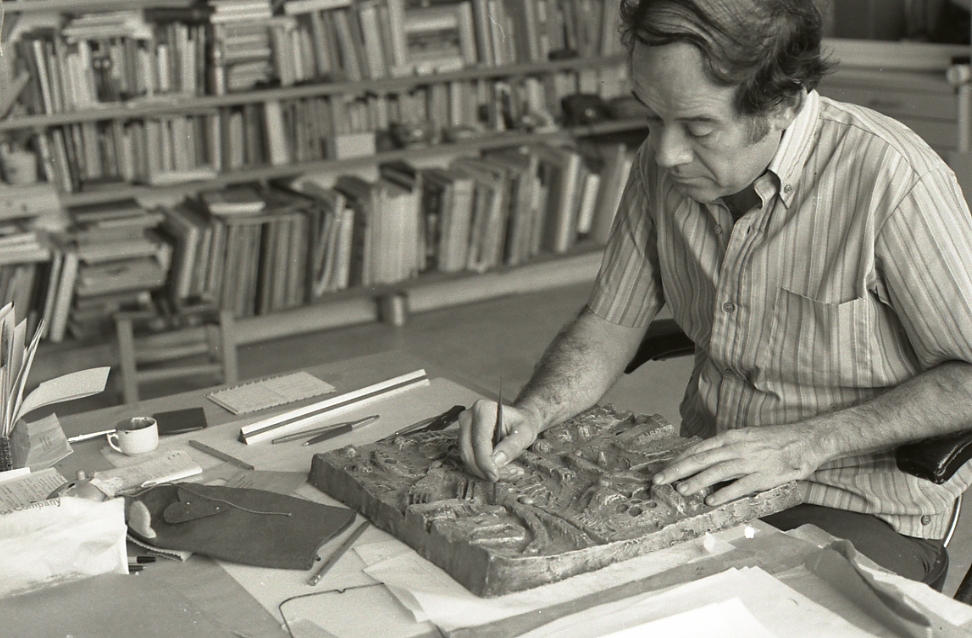
Karavan nel 1969
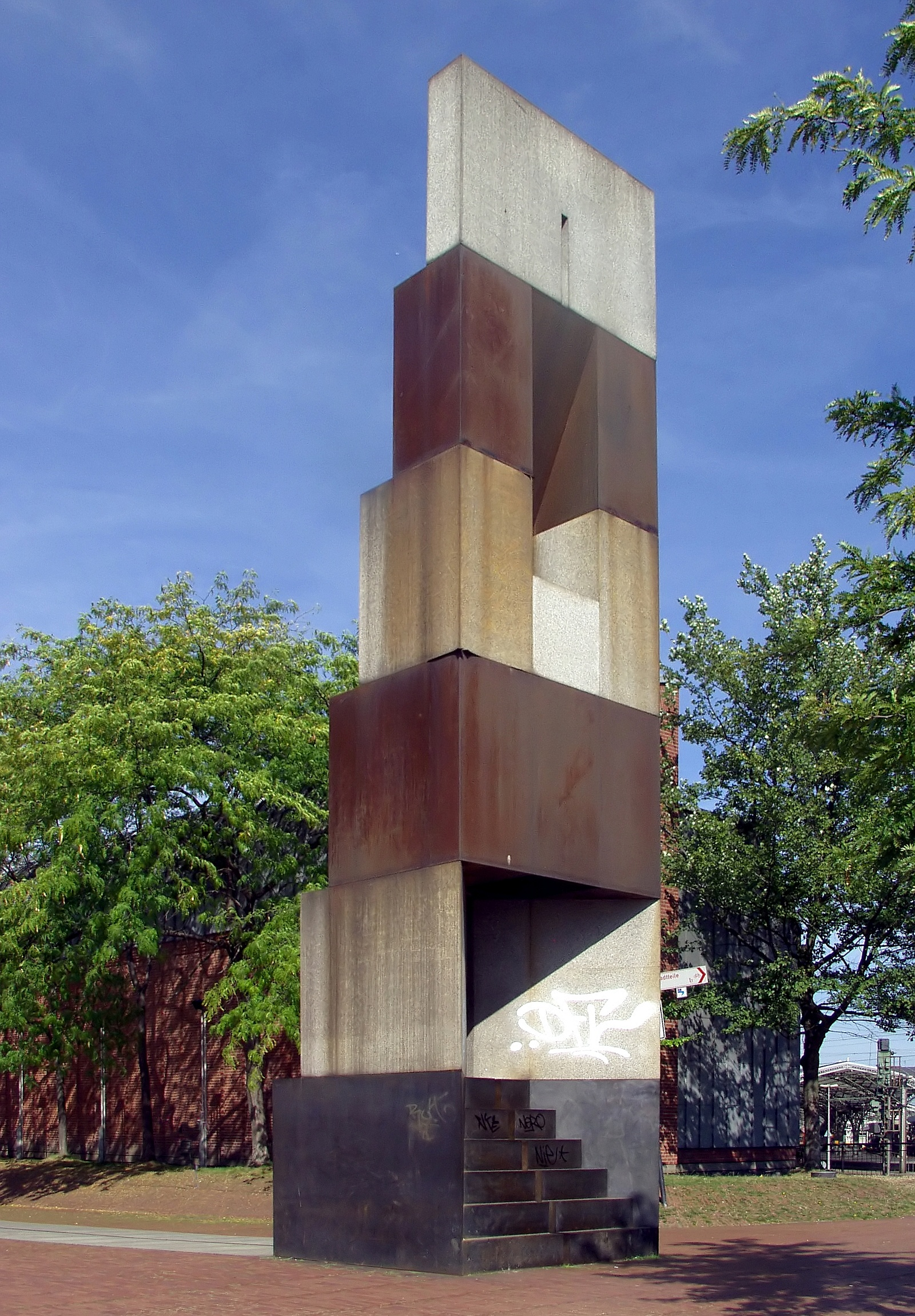
Ma'alot
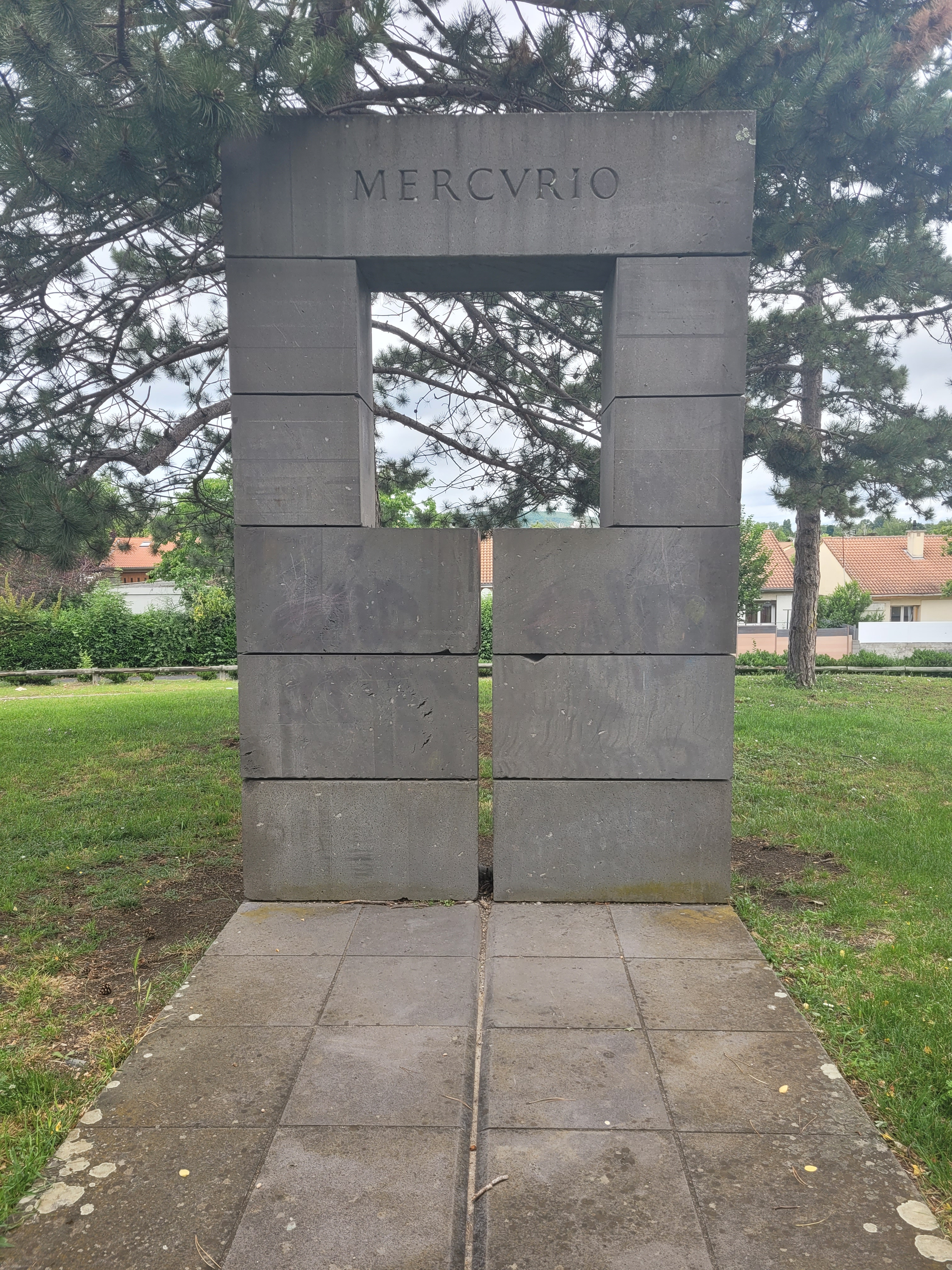
Mercure, Croix de Neyrat, Clermont-Ferrand
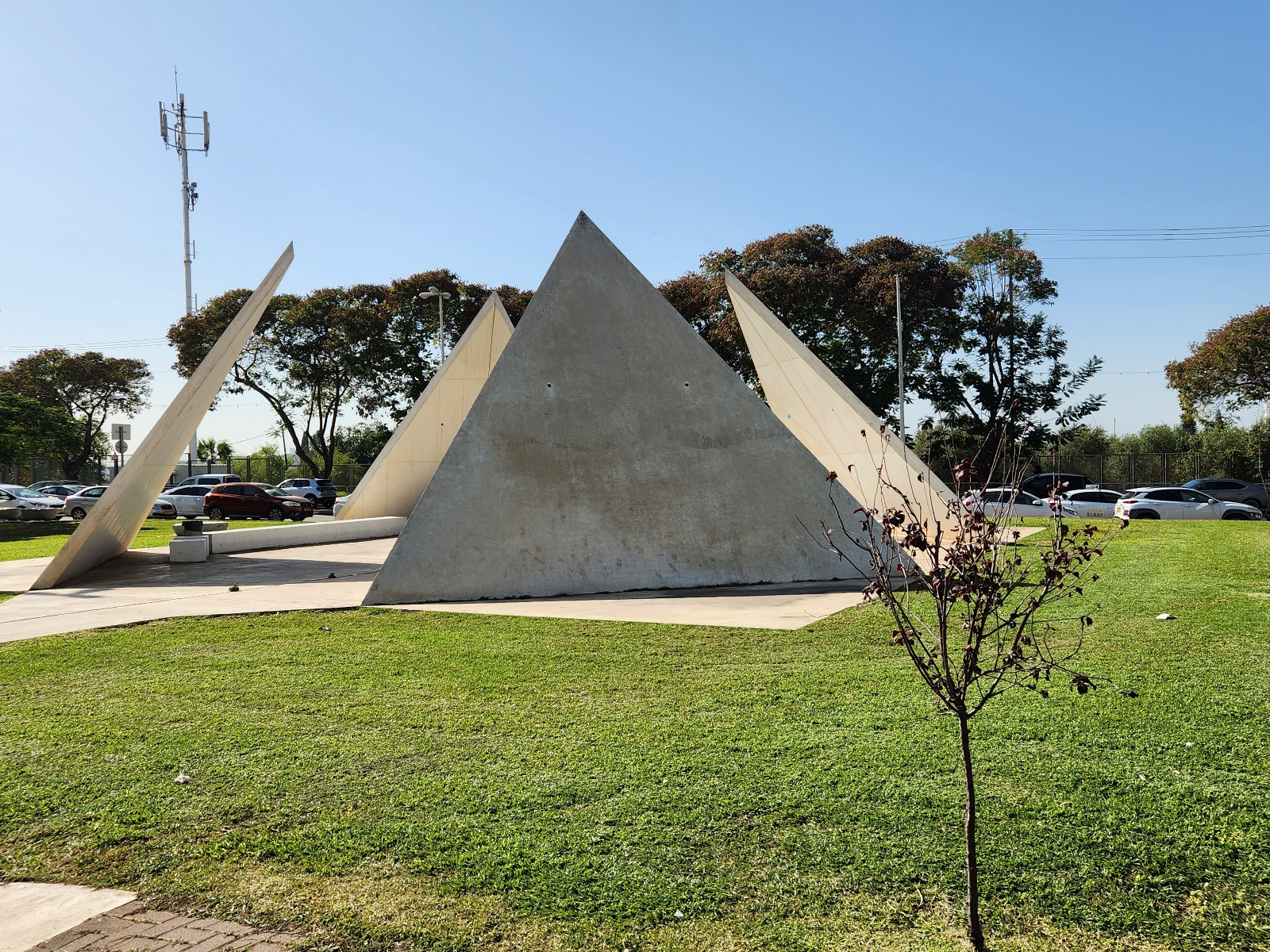
Sheba Hospital, statua-tenda

## Onorificenze e Premi
Anch'essi numerosi, tra cui:
- 1977 - Premio Israele per la scultura
- 1987 - Premio di Architettura in Marmo dell'Europa Occidentale, Carrara, Italia
- 1992 - Medaglia d'argento per le arti plastiche dell'Accademia francese di architettura
- 1996 - Anello Kaiser di Goslar per le arti visive
- 1996 - primo Artista della pace dell'Unesco
- 1998 - Praemium Imperiale - Premio Nobel per le arti, Giappone
- 1998 - Marble Architectural Award
- 1999 - Medaglia Goethe
- 2005 - Premio Michelangelo, Carrara
- 2010 - La Orden del Mérito Civil, Spagna
- 2014 - Cavaliere della Legion d'onore

Dottore Honoris Causa in Filosofia all'Università Ebraica di Gerusalemme, all'Università Ben-Gourion e Università di Haifa (Israele).

### Cataloghi di mostre
- Dani Karavan. Israel/Biennale di Venezia '76, Bologna, 1976.
- Dani Karavan. Due ambienti per la pace, Firenze, Forte di Belvedere. Prato, Castello dell'Imperatore, Firenze, 1978.
- Dani Karavan. Dialog, Düsseldorf, Kunstsammlung Nordrhein-Westfalen, Duisburg, Wilhelm Lehmbruch-Museum, Düsseldorf-Duisburg, 1989.
- Dani Karavan. Retrospektive, a cura di Fritz Jacobi, Mordechai Omer e Jule Reuter, Martin-Gropius-Bau, Berlin, Wasmuth Verlag, 14/03-1º/06/2008.

### Documentari e video
- 2021 - High Maintenance, regia di  Barak Heymann[1] presentato all'Ischia Film Festival.
- Giuliano Gori - Dani Karavan: dialoghi sull'arte e l'amicizia, di Massimo Luconi.[2]